# Astyanax rivularis
Astyanax rivularis is een straalvinnige vissensoort uit de familie van de Characidae. De wetenschappelijke naam van de soort werd in 1875 gepubliceerd door Christian Frederik Lütken.